# Urban Hymns
《Urban Hymns》는 1997년 9월 29일, 허트 레코드에서 발매된 영국의 얼터너티브 록 밴드 버브의 세 번째 스튜디오 음반이다. 이 음반은 발매와 동시에 거의 만장일치로 비평가들의 찬사를 받았고, 밴드의 베스트셀러 음반과 올해의 가장 많이 팔린 음반 중 하나가 되었다. 2019년 기준으로 《Urban Hymns》는 영국 차트 역사상 19번째로 가장 많이 팔린 음반으로, 전 세계적으로 1,000만 장 이상이 팔렸다. 이 음반은 기타리스트이자 키보디스트 사이먼 통이 참여한 유일한 버브 음반으로, 처음에 밴드에 합류하여 원래의 기타리스트 닉 맥케이브를 대체했다. 그러나 맥케이브는 곧 밴드에 다시 합류했고, 통은 밴드의 다섯 번째 멤버로 간주되었다.
이 음반에는 히트 싱글 〈Bitter Sweet Symphony〉, 〈Lucky Man〉과 영국 1위 〈The Drugs Don't Work〉가 수록되어 있다. 이 음반의 비평적이고 상업적인 성공은 이 밴드가 1998년 베스트 브리티시 음반을 포함한 두 개의 브릿 어워드를 수상했고, 1998년 4월, 《롤링 스톤》의 커버에 등장했다. 〈Bitter Sweet Symphony〉는 그래미 어워드 최우수 록 노래상 후보에 올랐다. 이 음반은 또한 2010년 브릿 어워드에서 지난 30년 동안 최고의 브리티시 음반으로 지명된 10개의 음반 중 하나였으며, 결국 오아시스의 《(What's the Story) Morning Glory?》에 패했다. 2013년, 《NME》는 이 음반을 역사상 가장 위대한 음반 500장 중 128위로 선정했다.

## 배경
버브는 이전에 1993년에 《A Storm in Heaven》과 1995년에 《A Northern Soul》이라는 두 개의 음반을 발매했었다. 밴드는 그 시점까지 적당한 상업적 성공을 거두었을 뿐이었고, 내부 갈등으로 인해 밴드는 두 번째 음반 직후 해체되었다. 보컬리스트 리처드 애시크로프트는 밴드의 오랜 친구인 사이먼 통과 함께 빠르게 그룹을 개혁했지만 애시크로프트는 닉 맥케이브의 독특한 기타 스타일이 진정한 버브 유닛을 완성하기 위해 필요하다는 것을 깨닫고 나중에 그에게 돌아와 달라고 요청했다. 통은 또한 기타와 키보드 겸 오르간 텍스처를 더 추가해 5피스 밴드로 만들고 사운드를 확장했다.
이 4곡은 마틴 글로버가 프로듀서로 있는 동안 이미 음반의 여러 트랙을 녹음했지만, 맥케이브가 돌아오자 여러 트랙을 재녹음하고 프로듀서를 크리스 포터로 변경했다. 맥케이브는 다음 7개월의 작업 기간 동안 "주요 트랙은 처음부터 기록되었지만, 그 중 일부는 이미 그곳에 있었다"고 말했다.
커버 아트는 런던에 있는 리치먼드 공원에서 사진작가 브라이언 캐넌이 찍었는데, 브라이언 캐넌은 밴드의 이전 두 음반의 삽화를 담당하기도 했다. 캐넌은 이 이미지의 단순성은 애시크로프트가 단순히 팬들이 "빌어먹을 음반"을 듣기를 원했기 때문이라고 말했다.

## 발매 및 평가
| 전문가 평가          | 전문가 평가 |
| 평가 점수            | 평가 점수   |
| 출처                 | 점수        |
| -------------------- | ----------- |
| AllMusic             | [ 12 ]      |
| Chicago Tribune      | [ 13 ]      |
| Entertainment Weekly | B+          |
| The Guardian         | [ 15 ]      |
| Los Angeles Times    | [ 16 ]      |
| NME                  | 8/10        |
| Pitchfork            | 8.6/10      |
| Q                    | [ 19 ]      |
| Rolling Stone        | [ 20 ]      |
| Select               | 5/5         |

《Urban Hymns》는 발매와 동시에 광범위한 비평가들의 찬사를 받았다. 《멜로디 메이커》는 "음악의 다중음향 역사를 붙잡는 데 열중하는 비할 데 없는 아름다움의 음반"이라고 환영했다. 《NME》의 테드 케슬러는 《Urban Hymns》를 이 밴드의 지금까지 최고의 음반이라고 칭송하면서, 이 밴드의 첫 다섯 곡만으로도 "올해 라디오헤드의 《OK Computer》는 그들의 감정적 격렬함과 멜로디컬한 터치로 모든 기타 음반을 강타했다"고 덧붙였다. 비슷하게, 《롤링 스톤》의 비평가 데이비드 프리크는 이 음반을 "슬립스트림 기타와 산들바람이 부는 현에 흠뻑 젖은 반항적인 사이키델릭 음반으로 간주했고, 대처와 충돌에 대해 마약-셔플 속도로 순항했다"고 말했다. 《로스앤젤레스 타임스》의 사라 스크리브너는 "루시하고, 복잡하며, 천상의 사운드"에 주목했고, 버브가 "절대 지루하지 않을 만큼 절박할 만큼 절절할 정도로 아름다운 음반을 전달했다"고 느꼈다.
《시카고 트리뷴》의 그레그 코트는 《Urban Hymns》가 음반의 긴 길이를 정당화하기 위해 〈Bitter Sweet Symphony〉와 〈The Drugs Don't Work〉만큼 기억에 남는 곡이 부족하다고 느꼈다. 《빌리지 보이스》의 로버트 크리스트가우는 후자의 트랙을 "초이스 컷"으로 언급하며 "당신의 시간이나 돈을 들일 가치가 없는 음반"에서 좋은 노래를 나타낸다.
《Urban Hymns》는 영국 음반 차트에서 12주 동안 1위를 차지했고, 총 124주가 차트에 올랐다. 이 음반은 또한 미국에서 버브의 첫 번째 차트 음반이 되었고, 빌보드 200에서 63위로 데뷔하여 밴드가 미국에서 첫 상업적 성공을 거두었다. 《Urban Hymns》는 결국 차트에서 23위를 차지했고 1998년 4월 4일, 미국 음반 산업 협회로부터 플래티넘 인증을 받았다.

## 곡 목록
모든 곡들은 특별한 언급이 없는 한 리처드 애시크로프트에 의해 작사/작곡하였다.
| #   | 제목                       | 작사·작곡         | 재생 시간 |
| --- | -------------------------- | ----------------- | --------- |
| 1.  | 〈Bitter Sweet Symphony〉  |                   | 5:58      |
| 2.  | 〈Sonnet〉                 |                   | 4:21      |
| 3.  | 〈The Rolling People〉     | 버브              | 7:01      |
| 4.  | 〈The Drugs Don't Work〉   |                   | 5:05      |
| 5.  | 〈Catching the Butterfly〉 | 버브              | 6:26      |
| 6.  | 〈Neon Wilderness〉        | 닉 백케이브, 버브 | 2:37      |
| 7.  | 〈Space and Time〉         |                   | 5:36      |
| 8.  | 〈Weeping Willow〉         |                   | 4:49      |
| 9.  | 〈Lucky Man〉              |                   | 4:53      |
| 10. | 〈One Day〉                |                   | 5:03      |
| 11. | 〈This Time〉              |                   | 3:50      |
| 12. | 〈Velvet Morning〉         |                   | 4:57      |
| 13. | 〈Come On〉                | 버브              | 15:15     |

## 인증
| 국가                                                                                         | 인증         | 판매량/출하량 |
| -------------------------------------------------------------------------------------------- | ------------ | ------------- |
| 아르헨티나 (CAPIF)                                                                           | 골드         | 30,000^       |
| 오스트레일리아 (ARIA)                                                                        | 3× 플래티넘  | 210,000^      |
| 벨기에 (BEA)                                                                                 | 플래티넘     | 50,000*       |
| 캐나다 (뮤직 캐나다)                                                                         | 2× 플래티넘  | 200,000^      |
| 프랑스 (SNEP)                                                                                | 플래티넘     | 300,000*      |
| 독일 (BVMI)                                                                                  | 플래티넘     | 500,000^      |
| 이탈리아 sales 1997-1998                                                                     | —            | 250,000       |
| 이탈리아 (FIMI) sales since 2009                                                             | 골드         | 25,000*       |
| 일본 (RIAJ)                                                                                  | 골드         | 100,000^      |
| 네덜란드 (NVPI)                                                                              | 플래티넘     | 100,000^      |
| 뉴질랜드 (RMNZ)                                                                              | 플래티넘     | 15,000^       |
| 스페인 (PROMUSICAE)                                                                          | 플래티넘     | 100,000^      |
| 스웨덴 (GLF)                                                                                 | 플래티넘     | 80,000^       |
| 스위스 (IFPI 스위스)                                                                         | 플래티넘     | 50,000^       |
| 영국 (BPI)                                                                                   | 11× 플래티넘 | 3,315,950     |
| 미국 (RIAA)                                                                                  | 플래티넘     | 1,358,000     |
| 요약                                                                                         |              |               |
| 유럽 (IFPI)                                                                                  | 4× 플래티넘  | 4,000,000*    |
| *판매량을 기반으로 한 인증 · ^출하량을 기반으로 한 인증 · 판매량+스트리밍을 기반으로 한 인증 |              |               |

## 같이 보기
- 영국에서 가장 많이 팔린 음반 목록